# 関場不二彦
関場 不二彦（せきば ふじひこ、1865年11月7日（慶應1年9月19日） - 1939年（昭和14年）8月25日）は、日本の外科医、医史学者である。スクリバ門下十哲の一人で、北海道医学界の中心的存在であった。北海道医師会、札幌医師会の初代会長。『卵巣腫瘍ノ臨床上知見及外科的療法ノ追加』で医学博士（東京帝大）。

## 生涯
関場家
戦国時代末期は蒲生家に仕え、江戸時代中期に会津松平家家臣となる。曽祖父は北方警備で利尻島に赴き現地で病没（28歳）。祖父は戊辰戦争時に敢死隊指図役として若松城下で討死にした（62歳）。父の忠武は朱雀隊士で、斗南藩権少属を経て、青森県に採用され県の東京出張所員として上京。のち内務省官吏となる。一時品川弥二郎の秘書を務めたほか、会津松平家家譜の編纂を行った一人である。弟の関場茂樹は澱川橋梁の設計などを行った橋梁設計者、妹はそれぞれ林権助、大瀬甚太郎に嫁ぐ。三男の関場保は明治大学政治経済学部長。
東京帝大・スクリバの助手時代

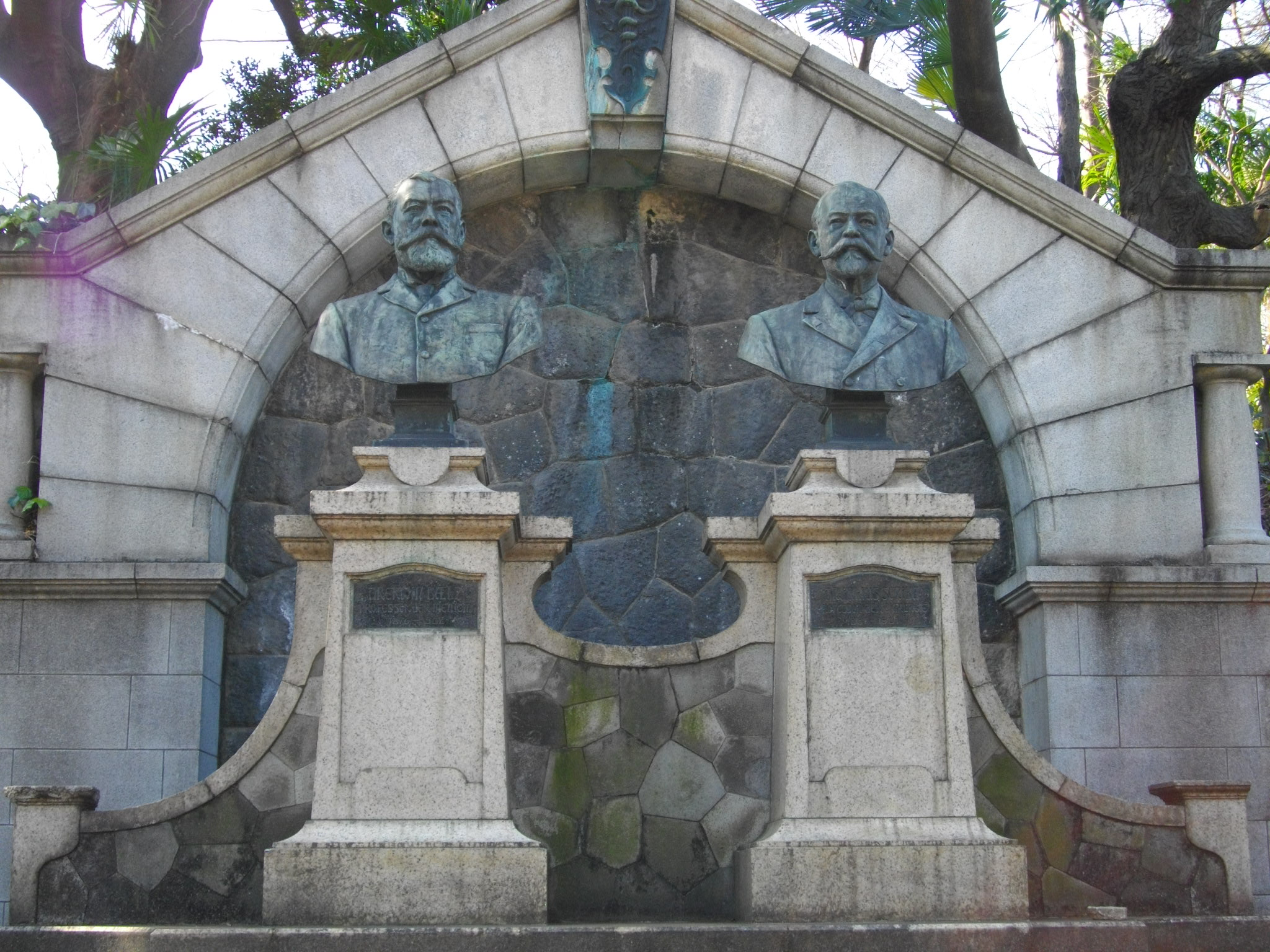
東京大学内にあるベルツ、スクリバの胸像（左ベルツ、右スクリバ）

若松城下の中鷹匠町（現・千石町）に生まれ、会津戦争時は近在の農家に避難した。斗南藩領へ移住後に上京し、東京師範学校付属小学校、東京外国語学校などを経て、1882年（明治15年）東京帝大医科大学予科に入学した。当時はお雇い外国人のベルツ、スクリバが教鞭を執っており、関場の両人に対する尊敬は篤かった。関場は当時の日本で最先端の医療を学び、本科卒業後は医科大学病院でスクリバの助手として勤務する。この時期のスクリバの助手たちは日本医学界を牽引した人物となった（下記参照）。濃尾大地震に際しては、スクリバとともに現地に赴き被災者に対する医療奉仕を行っている。
札幌病院、関場病院、北辰病院
関場は北海道出向を命じられ、札幌病院の副院長となる。関場の赴任をもって前任のドイツ人院長と交代の予定であったが、実行されなかった。院長との間には軋轢が続き、就任は半年後である。当時の北海道は患者1700余名に医師1名という状態にあり激務が続いた。関場は札幌区役所の対応や、新聞による批判などに不満を抱き、父や中野天門らの説得も受け入れず辞任し、関場病院（のち北海病院、北辰病院に改称）を開業した。4年後にはドイツへ留学しベルリン大学に在籍したが、代理院長が辞任、開業する事態を受け半年後には日本に戻り、再び院長として診療にあたる。当時の外科医の手術数は生涯で300名から400人ほどという時代であったが、関場の36年間の施術は麻酔を必要としたもののみで19047人におよんだ。北海道医学界において札幌医学会の会頭、北海道医師会会長を歴任。北海道医報の前身である北海医報を発行した。北辰病院は現在、地域医療機能推進機構札幌北辰病院となっている。
アイヌ
アイヌ研究の先駆者であるジョン・バチェラーは北海道にアイヌ施療病室を設け、関場はバチェラーの要請に応じアイヌの人々に診療を行った。アイヌへの関心を深めた関場は札幌人類学会を設立し、その初代会頭に就任。最多の研究報告を行い、また、明治30(1897)年ベルツのアイヌ調査にも協力し「石狩遊記」として発表した。
著書
- 『あいぬ医事談』（1896年）
- 『腹膜結核及剖腹術』（1907年）
- 『西医学東漸史話』（1933年）

スクリバ門下十哲
- 田代義徳 - 東京帝大教授
- 伊藤隼三 - 京都帝大教授
- 鶴田禎次郎 - 陸軍軍医総監
- 近藤次繁 - 東京帝大教授
- 高橋金一郎 - 第三高等中学教授
- 佐藤勤也 - 名古屋市伝染病院院長
- 土肥慶蔵 - 東京帝大教授
- 関場不二彦など